# Paulo Miyao
Paulo Henrique Bordignon Miyao (nascido em Andirá no Paraná no dia 11 de maio de 1991) é um faixa-preta brasileiro de jiu-jitsu brasileiro com um histórico competitivo notável. Ele e seu irmão, João Miyao, mantêm uma rivalidade esportiva com Keenan Cornelius [en]: após várias derrotas para Cornelius em 2012, Paulo conseguiu vencê-lo no Campeonato Mundial de Jiu-Jitsu de 2013 na divisão absoluto da faixa-marrom — um feito impressionante, considerando sua categoria de peso. Paulo treina com Cicero Costha ao lado de seu irmão João e do campeão mundial Leandro Lo.

## Carreira como faixa-preta
Em 2012, Paulo venceu seu primeiro torneio como faixa-preta ainda sendo faixa-marrom, durante as seletivas do ADCC realizadas em Natal, Brasil. Ele e seu irmão foram promovidos à faixa-preta em 25 de junho de 2013.
Em 2013, Paulo foi convidado para uma superluta de submission, contra o veterano do UFC Jon Fitch na World Jiu-Jitsu Expo. Apesar de manter Fitch na defensiva durante a maior parte dos 20 minutos de luta, o combate terminou empatado.
Em 2 de outubro de 2020, enfrentou Geo Martinez no evento Who's Number One [en] e foi derrotado por decisão dividida.
Miyao voltou à competição em 11 de junho de 2021, vencendo Lucas Pinheiro por decisão unânime no evento principal do Fight 2 Win 173.
Mais tarde, naquele ano, ele dividiu o pódio da final do Campeonato Pan-Americano da IBJJF na divisão master com seu irmão João, conquistando a medalha de prata.
No dia 17 de novembro de 2021, enfrentou Ashley Williams no evento principal do Polaris Pro Grappling, sendo derrotado por decisão dividida.
Miyao voltou ao tatame em 21 de outubro de 2022, enfrentando Alexandre Vieira no BJJ Stars 9. Ele venceu por finalização com uma chave de calcanhar ainda nos primeiros minutos do combate.
No dia 2 de setembro de 2023, conquistou a medalha de prata na divisão master 1 peso pluma do Campeonato Mundial Master da IBJJF.
Enfrentou Pablo Mantovani no Pit Submission Series 8 em 11 de outubro de 2024 e venceu por decisão dos árbitros.
Disputou o evento principal do ADXC 7 contra Junior Righetti em 17 de novembro de 2024, vencendo por decisão.

## Carreira como treinador
Em 2021, Paulo decidiu diminuir o ritmo de sua carreira competitiva e passou a dedicar mais tempo à formação de novos atletas.
Em julho de 2022, tornou-se o treinador principal do projeto de Jiu-Jitsu  Dream Art.
Em março de 2023, anunciou que abriria sua própria academia, a Studio 1908, juntamente com seu irmão João.

## Doping
Paulo Miyao testou positivo para clomifeno, uma substância especificada da classe de moduladores hormonais e metabólicos presente na lista de substâncias proibidas da WADA. A substância é proibida em todos os momentos, de acordo com o Código Mundial Antidopagem e o protocolo da Agência antidopagem dos Estados Unidos, que se aplicava ao Campeonato Mundial da IBJJF de 2016.
Miyao contestou a validade do teste por meio de um árbitro, alegando que, como falante nativo de português, utilizou o formulário de isenção em sua língua e não compreendia os regulamentos antidopagem redigidos em inglês, portanto, não estaria sujeito à jurisdição da USADA.
A sanção resultou em uma suspensão de dois anos de eventos sancionados por entidades signatárias do código da WADA, com início em 29 de setembro de 2016. Ele também perdeu a medalha de ouro conquistada no Mundial da IBJJF em 2016, mas voltou a estar elegível para competir em setembro de 2018.